# 普通文蛤
文蛤，別名蛤蜊或蛤蠣或麗文蛤，是帘蛤目帘蛤科文蛤属的一种雙殼綱軟體動物，是重要的食用貝類之一。
台湾语境下的“文蛤”原指这一物种，但后来发现当地“文蛤”只是形似，实际上是单独的物种台灣文蛤（M. taiwanica）。台灣文蛤喜歡生活在有淡水注入的河水濕地與潮間帶等地區，而真正的麗文蛤難於淡水河口存活。

## 型態描述
殼呈圓形略呈三角形，內面為瓷白色。

## 分佈
文蛤属内几个种形态较为类似，需要通过多种形态参数联合测量或者基因手段才能准确鉴别。按照蕭聖代、莊世昌的分类方法，严格意义上的普通文蛤分布在日本、韩国一带，之前报告的其他范围实际上是中华文蛤、台湾文蛤、Meretrix meretrix混淆所致。

## 外部連結
- 蛤殼 中藥材圖像數據庫  (香港浸會大學中醫藥學院) （中文）（英文）
- 蛤殼 Ge Qiao （页面存档备份，存于） 中藥標本數據庫 (香港浸會大學中醫藥學院) （繁體中文）（英文）